# Jean-Sebastien Bax
Jean-Sebastien Bax (ur. 5 października 1972 w Marsylii) – maurytyjski piłkarz występujący na pozycji pomocnika.

## Kariera klubowa
Bax karierę rozpoczynał w 1994 roku w maurytyjskim zespole Fire Brigade SC. W 1995 roku, a także w 1997 roku zdobył z nim Puchar Mauritiusa. Po tym drugim sukcesie odszedł do reuniońskiego klubu AS Marsouins. Między czasie w sezonie 1995/1996 grał w Cercle Dijon. W 1997 roku wywalczył z AS Marsouins Puchar Reunionu. W sezonie 1998/1999 grał w Scouts Club, a w 1999 ponownie w AS Marsouins.
W 2000 roku Bax przeszedł do południowoafrykańskiego Santosu z Premier Soccer League. W 2002 roku zdobył z nim mistrzostwo RPA, a w 2003 roku Puchar RPA. Przez osiem lat gry dla Santosu, zagrał tam w 133 meczach i strzelił 12 goli. W 2008 roku zakończył karierę.

## Kariera reprezentacyjna
W reprezentacji Mauritiusa Bax zadebiutował 15 października 1994 w przegranym 0:1 meczu kwalifikacji Pucharu Narodów Afryki 1996 z RPA. Od 1994 do 2006 rozegrał w kadrze narodowej 33 mecze i strzelił 5 goli.